# Landtag von Niederösterreich

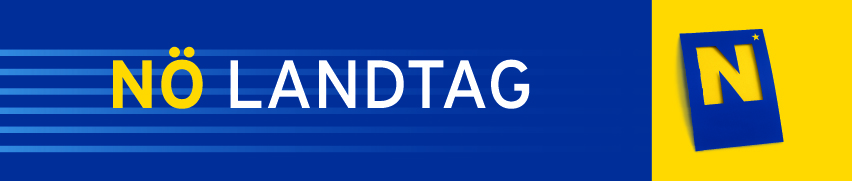
Ehemaliges Logo

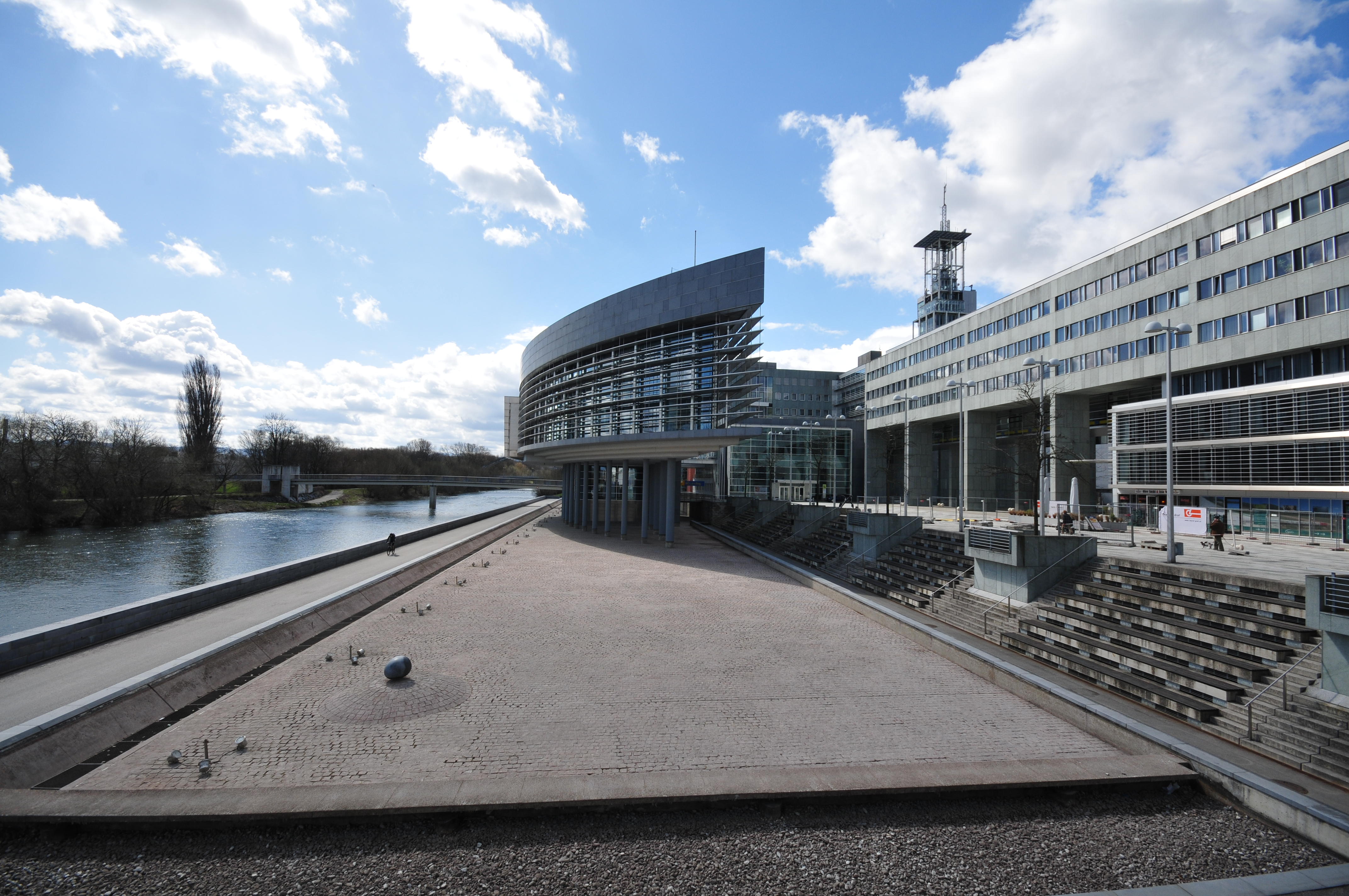
Der Landtag von Niederösterreich befindet sich seit 1997 in St. Pölten (Ostseite des Landhausviertels, im Hintergrund der Klangturm)

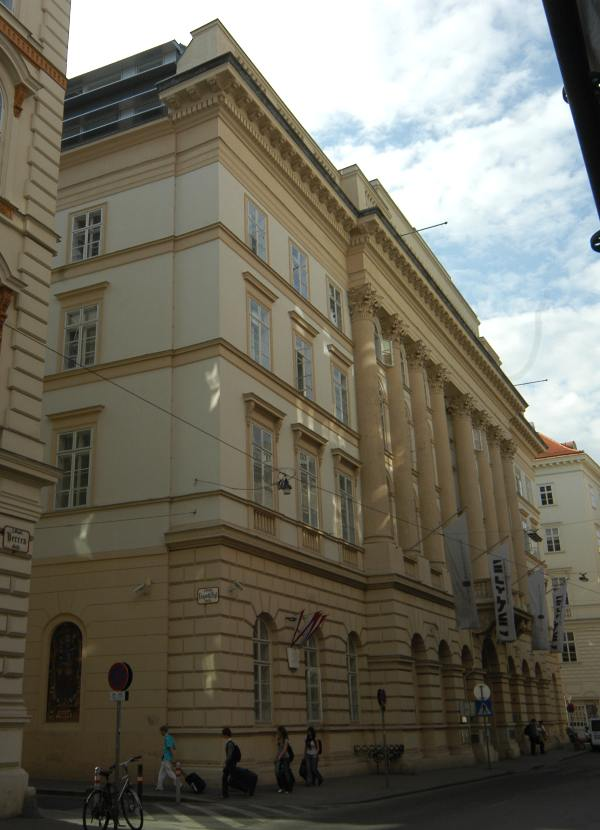
Das Niederösterreichische Landhaus in Wien (heute Palais Niederösterreich) war bis 1997 Sitz des Landtages

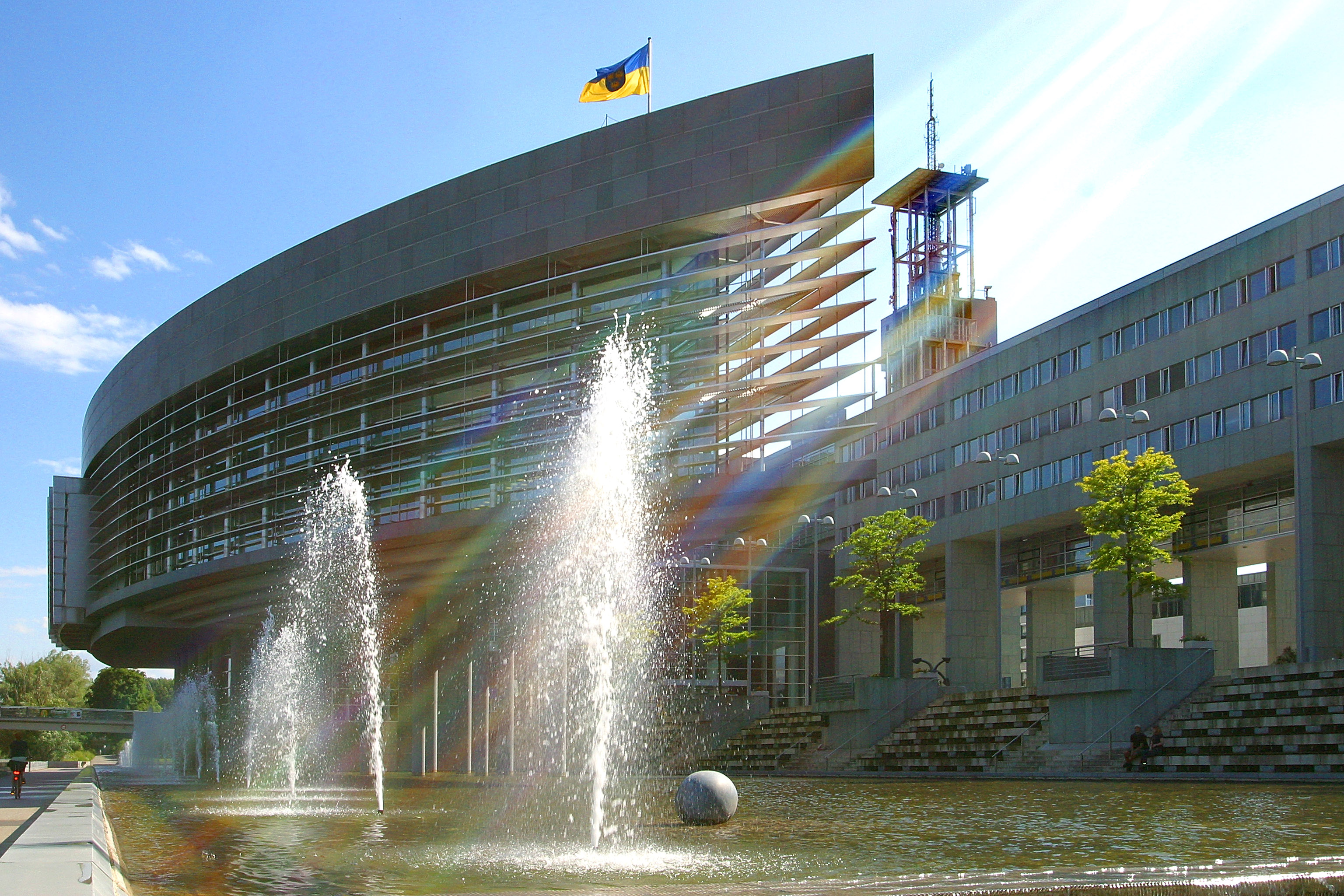
NÖ Landtagsschiff

Der Landtag von Niederösterreich ist der Landtag des österreichischen Bundeslandes Niederösterreich. Er übt die Landesgesetzgebung aus (Legislative). Der Sitz des Landtages ist in St. Pölten im Landhausviertel.
Der niederösterreichische Landtag setzt sich aus 56 Abgeordneten zusammen. Die Wahlperiode dauert fünf Jahre. Gewählt wird nach der NÖ Landtagswahlordnung 1992. In Niederösterreich gibt es 21 Wahlkreise, die den politischen Bezirken entsprechen. Die Statutarstädte gehören dabei dem gleichnamigen bzw. umgebenden Bezirk an. Die Anzahl der Abgeordneten entspricht den Einwohnerzahlen.
Um das passive Wahlrecht zu erhalten, muss ein Kandidat das 18. Lebensjahr (spätestens am Tag der Wahl) vollendet und mindestens 50 Zustimmungserklärungen haben. Nominiert wird er von einer politischen Partei. Für den Einzug in den Landtag muss eine Partei die Vier-Prozent-Hürde erreichen oder in einem Wahlkreis ein Mandat erlangen.
Bis zu den niederösterreichischen Landtagswahlen 2018 war es üblich, dass auch Personen mit lediglich einem Zweitwohnsitz in Niederösterreich stimmberechtigt waren. Geregelt hat dies das 1985 ausgegebene Landesgesetz über die Landesbürgerschaft die zur Wahlberechtigung einen ordentlichen Wohnsitz voraussetzte. Dieser ordentliche Wohnsitz war in der Landtagswahlordnung allerdings so definiert, dass die Begründung oder das Bestehen eines ordentlichen Wohnsitzes in einem anderen Bundesland einem oder mehrerer ordentlicher Wohnsitze in Niederösterreich nicht entgegensteht. Die Aufhebung des Gesetzes über die Landesbürgerschaft ist mit 1. Juni 2022 in Kraft getreten was dazu führte, dass nur noch Personen wahlberechtigt sind, die in einer Gemeinde des Landes Niederösterreich den Hauptwohnsitz haben beziehungsweise als Auslandsniederösterreicher in der Landes-Wählerevidenz eingetragen sind. Dies führte dazu, dass zu den niederösterreichischen Landtagswahlen 2023 über 90.000 Zweitwohnsitzer in Niederösterreich ihre Stimmberechtigung verloren haben.

## Geschichte
Der niederösterreichische Landtag geht auf die mittelalterlichen Ständeversammlungen, die sogenannten Landtaidinge, zurück. Es waren dies der Prälatenstand (geistlicher Adel), der Herrenstand (hoher weltlicher Adel), der Ritterstand (niederer weltlicher Adel) sowie der Stand der landesfürstlichen Städte und Märkte. Nicht vertreten war also insbesondere der Bauernstand, somit der größte Teil der Bevölkerung. Die Landstände kamen anfangs unregelmäßig zusammen; erst an der Wende zur Neuzeit institutionalisierten sie sich im Landtag; 1513 wurde ein Gebäude in der heutigen Wiener Herrengasse, das heute sogenannte Palais Niederösterreich, gekauft, in dem der Landtag bis 1997 tagte.
Die im 16. Jahrhundert noch große Macht der Landstände wurde im Zeitalter des Absolutismus immer weiter zurückgedrängt, jedoch wurde der Landtag niemals abgeschafft. Sein letzter Zusammentritt in alter Form erfolgte am 13. März 1848 – die Überreichung einer Petition an die niederösterreichischen Stände war der Auslöser der Märzrevolution.
Die Verfassungen und Verfassungsentwürfe der nachfolgenden Jahre sahen zwar regelmäßig einen Landtag für Niederösterreich vor, Wirklichkeit wurde er aber erst 1861 mit dem Februarpatent. Nach der mit diesem Patent erlassenen und bis 1918 gültigen „Landes-Ordnung für das Erzherzogthum Oesterreich unter der Enns“ sollte der Landtag aus 66 Mitgliedern bestehen, nämlich: dem Erzbischof von Wien, dem Bischof von St. Pölten, dem Rektor der Universität Wien, ferner 15 Abgeordneten des Großgrundbesitzes, 28 Abgeordneten der Städte und Märkte sowie der Handels- und Gewerbekammern und aus zwanzig Abgeordneten der ländlichen Gemeinden. Durch dieses Kuriensystem war das Wahlrecht extrem ungleich und aufgrund eines für die Städte und Landgemeinden bestehenden Zensus überdies auf etwa 7 % der Bevölkerung beschränkt. Die Landtagswahlordnung von 1861 erwähnte nicht das Geschlecht der Wähler. Sofern Frauen die Voraussetzungen erfüllten, konnten sie daher das Frauenwahlrecht wahrnehmen. 1888 wurde diese Möglichkeit durch den Landtag abgeschafft.
Am 20. März 1919 wurde eine neue Wahlrechtsordnung erlassen, mit der das allgemeine, gleiche, direkte und geheime Wahlrecht aller in Niederösterreich wohnenden Staatsbürger ohne Unterschied des Geschlechts eingeführt wurde. Für Wien, das damals noch zu Niederösterreich gehörte, waren 68 der 120 Mandate vorgesehen. Die erste Wahl nach diesem Wahlrecht fand am 4. Mai 1919 statt und brachte eine absolute Mehrheit für die Sozialdemokratische Arbeiterpartei.
1919/20 verstärkten sich teilweise schon in der Monarchie geäußerte Tendenzen, Wien aus Niederösterreich herauszulösen. Wurde in der Monarchie daran gedacht, Wien zur reichsunmittelbaren Stadt zu erheben, die nur der k.k. Regierung für Cisleithanien unterstünde, so ging es nunmehr darum, Wien zum Bundesland zu erheben. Den anderen sechs Bundesländern, die damals bestanden, schien ein Land Niederösterreich inklusive Wien als zu übermächtiger Partner im angestrebten Föderalismus, lebte doch etwa die Hälfte aller Österreicher in diesem Land. Überdies wollten sich niederösterreichische Bauern nicht von sozialdemokratischen Wienern regieren lassen, und sozialdemokratische Wiener wollten sich bei linker Politik nicht von konservativen Niederösterreichern behindern lassen.
Daher wurde in der großkoalitionär vereinbarten und von der Konstituierenden Nationalversammlung am 1. Oktober 1920 beschlossenen österreichischen Bundesverfassung die Trennung von Wien und Niederösterreich vorgenommen. Am Tag des Inkrafttretens des Bundes-Verfassungsgesetzes, am 10. November 1920, trat der Wiener Gemeinderat erstmals als Wiener Landtag zusammen und beschloss die Wiener Stadtverfassung, die am 18. November 1920 in Kraft trat. Das neue Niederösterreich ohne Wien beschloss die Verfassung des Landes Niederösterreich-Land am 30. November 1920.
Zur Koordination der Aufteilung des bisherigen Landeseigentums blieb der gemeinsame niederösterreichische Landtag, bei Bedarf geteilt in die beiden Kurien Wien und Niederösterreich-Land, bis Ende 1921 formal erhalten, hatte aber so gut wie nichts mehr zu beschließen, da die führenden Politiker beider neuen Länder die Gemeinsamkeit rechtlich auch nicht partiell aufrechterhalten wollten. Die Aufhebung der noch verbliebenen Gemeinsamkeiten wurde in Wien und Niederösterreich von deren neuen Legislativorganen Ende 1921 beschlossen (siehe: Trennungsgesetz).
Ab 1. Jänner 1922 waren die beiden neuen Länder rechtlich völlig getrennt. Es war aber vereinbart worden, dass der Sitz des niederösterreichischen Landtags und der niederösterreichischen Landesregierung im Landhaus in Wien verbleibt; Wiens Hälfteanteil am Gebäude würde nur schlagend werden, wenn der Landtag aus dem Landhaus auszieht. (Das Wiener Hälfteeigentum wurde in den 1990er Jahren von Niederösterreich abgelöst.)
Das Landesparlament hatte bis 1932 60 Abgeordnete, die in vier Wahlkreisen gewählt wurden. 1932 wurde das Wahlgesetz reformiert und die Anzahl der Abgeordneten auf 56 reduziert, während die Anzahl der Wahlkreise auf acht erhöht wurde, um den Einzug kleinerer Parteien, im Speziellen der NSDAP, zu erschweren.
1933 wurde von der Regierung Dollfuß zwar der Nationalrat ausgeschaltet, im niederösterreichischen Landtag beschlossen aber die Christlichsozialen und die Sozialdemokratische Arbeiterpartei (SDAP) gemeinsam das Verbotsgesetz für die NSDAP. Am 12. Februar 1934 verbot die Diktaturregierung Dollfuß die österreichische Sozialdemokratie, womit dem niederösterreichischen Landtag die demokratische Basis entzogen wurde. Mit 1. Juli 1934 wurde der Landtag diktatorisch in ein Ständeparlament umgewandelt, das aus 36 von den Berufsständen beschickten Mandataren bestand.
Mit dem „Anschluss“ 1938 wurde der ständestaatliche Landtag aufgelöst.
Nach dem Ende des Zweiten Weltkriegs wurden Landesgesetze vom 27. April 1945 an vorerst von der provisorischen Landesregierung beschlossen (siehe Landesregierung Figl I und Landesregierung Reither III); analog dazu wirkte auf gesamtstaatlicher Ebene die provisorische Staatsregierung Renner 1945 am 25. November 1945 statt, und am 12. Dezember konstituierte sich der Landtag wieder und wählte am selben Tag die Landesregierung Reither IV als erste gewählte der Zweiten Republik.
Infolge des Ergebnisses der Abstimmung über eine eigene Landeshauptstadt übersiedelte der Landtag am 21. Mai 1997 nach St. Pölten. In der Folge wurde das jahrhundertelang als Landhaus bezeichnete Gebäude in Wien in „Palais Niederösterreich“ umbenannt, um die Nutzung des Gebäudes für nicht unmittelbar politische Zwecke zu erleichtern.
2021/22 wurde das Besucherzentrum Forum Landtag in St. Pölten um rund 2,5 Millionen Euro umgestaltet. Das Forum wurde 2023 mit dem Red Dot Design Award ausgezeichnet.
Im März 2024 einigten sich ÖVP, FPÖ, Grüne und NEOS auf die Sanierung des Sitzungssaal des Landtags um 11,3 Millionen Euro bis 2027, die SPÖ lehnte das Vorhaben ab.

### Landtagspräsidenten des neuen Landes Niederösterreich in der Ersten Republik
Als Erste Präsidenten amtierten folgende Personen:
- Karl Jukel (CS), 11. Mai 1921 bis 20. August 1931
- Alois Fischer (CS, VF), 30. September 1931 bis 12. März 1938

Zweite Präsidenten in diesem Zeitraum waren;
- Anton Ofenböck (SDAP), 11. Mai 1921 bis 19. Mai 1926
- Hubert Schnofl (SDAP), 19. Mai 1926 bis 20. Mai 1927
- Leopold Petznek (SDAP), 20. Mai 1927 bis 16. Februar 1934
- Friedrich Tinti (VF), 22. November 1934 bis 17. Mai 1935
- Karl Veit (VF), 17. Mai 1935 bis 12. März 1938

Als Dritte Präsidenten waren folgende Politiker im Amt:
- Georg Prader (CS), 11. Mai 1921 bis 11. Jänner 1923
- Viktor Mittermann, (GDVP), 11. Jänner 1923 bis 30. Mai 1927
- Rudolf Birbaumer, (GDVP), 20. Mai 1927 bis 21. Mai 1932
- Rudolf Beirer (CS), 20. Mai 1932 bis 22. November 1934
- Karl Dewanger (VF), 22. November 1934 bis 12. März 1938

### Landtagspräsidenten in der Zweiten Republik
Als Erste Präsidenten amtierten folgende Personen:
- Hans Sassmann (ÖVP), 12. Dezember 1945 bis 19. Juni 1962
- Johann Tesar (ÖVP), 19. Juni 1962 bis 19. November 1964
- Leopold Weiss (ÖVP), 19. November 1964 bis 20. November 1969
- Josef Robl (ÖVP), 20. November 1969 bis 9. April 1981
- Ferdinand Reiter (ÖVP), 9. April 1981 bis 25. Februar 1988
- Franz Romeder (ÖVP), 25. Februar 1988 bis 16. April 1998
- Edmund Freibauer (ÖVP), 16. April 1998 bis 10. April 2008
- Johann Penz (ÖVP), 10. April 2008 bis 22. März 2018
- Karl Wilfing (ÖVP), seit 22. März 2018

Als Zweite Präsidenten amtierten folgende Personen:
- Alois Mentasti (SPÖ), 12. Dezember 1945 bis 5. November 1949
- Josef Wondrak (SPÖ), 5. November 1949 bis 19. November 1964
- Rudolf Wehrl (SPÖ), 19. November 1964 bis 31. August 1965
- Wilhelm Sigmund (SPÖ), 30. September 1965 bis 20. November 1969
- Anna Körner (SPÖ), 20. November 1969 bis 8. Mai 1970
- Franz Binder (SPÖ), 8. Mai 1970 bis 28. Jänner 1982
- Karl Pospischil (SPÖ), 28. Jänner 1982 bis 30. November 1987
- Alfred Haufek (SPÖ), 1. Dezember 1987 bis 15. Dezember 1994
- Anton Koczur (SPÖ), 15. Dezember 1994 bis 16. April 1998
- Heidemaria Onodi (SPÖ), 16. April 1998 bis 19. April 2001
- Emil Schabl (SPÖ), 19. April 2001 bis 24. April 2003
- Ewald Sacher (SPÖ), 24. April 2003 bis 10. April 2008
- Herbert Nowohradsky (ÖVP), 10. April 2008 bis 28. April 2011
- Johann Heuras (ÖVP), 28. April 2011 bis 21. Oktober 2015
- Gerhard Karner (ÖVP), 22. Oktober 2015 bis 6. Dezember 2021
- Karl Moser (ÖVP), 9. Dezember 2021 bis 23. März 2023[14][15]
- Gottfried Waldhäusl (FPÖ), seit 23. März 2023

Als Dritte Präsidenten amtierten folgende Personen:
- Johann Endl (ÖVP), 12. Dezember 1945 bis 17. Februar 1960
- Johann Tesar (ÖVP), 10. März 1960 bis 19. Juni 1962
- Franz Müllner (ÖVP), 19. Juni 1962 bis 19. November 1964
- Ferdinand Reiter (ÖVP), 19. November 1964 bis 9. April 1981
- Franz Romeder (ÖVP), 9. April 1981 bis 25. Februar 1988
- Edgar Schober (ÖVP), 25. Februar 1988 bis 11. Juli 1991
- Hubert Auer (ÖVP), 11. Juli 1991 bis 7. Juni 1993
- Leopold Eichinger (ÖVP), 7. Juni 1993 bis 16. April 1998
- Johann Penz (ÖVP), 16. April 1998 bis 10. April 2008
- Alfredo Rosenmaier (SPÖ), 10. April 2008 bis 24. April 2013
- Franz Gartner (SPÖ), 24. April 2013 bis 22. März 2018
- Karin Renner (SPÖ), seit 22. März 2018 bis 23. März 2023
- Eva Prischl (SPÖ), 23. März 2023 bis 27. März 2025
- Elvira Schmidt (SPÖ), seit 27. März 2025[16]

## Aktuelle Sitzverteilung
Nach dem Wahlergebnis der Wahl vom 29. Jänner 2023 hat die ÖVP 23 (−6), die SPÖ 12 (−1), die FPÖ 14 (+6), die Grünen 4 (+1) Mandate und die NEOS 3 (±0) Mandate.